# Oradtjärnen (Mora socken, Dalarna)
Oradtjärnen är en sjö i Mora kommun i Dalarna och ingår i Dalälvens huvudavrinningsområde. Vid provfiske har bäckröding, elritsa och öring fångats i sjön.